# 3148 Grechko
3148 Grechko è un asteroide della fascia principale. Scoperto nel 1979, presenta un'orbita caratterizzata da un semiasse maggiore pari a 3,0995003 au e da un'eccentricità di 0,1925873, inclinata di 0,73333° rispetto all'eclittica.
L'asteroide è dedicato al cosmonauta sovietico Georgij Grečko.